# USS Threadfin (SS-410)
USS Threadfin (SS-410), następnie TGC I. İnönü – zbudowany w stoczni Portsmouth Naval Shipyard okręt podwodny US Navy typu Balao, który koło cieśniny Bungo wykrył japoński zespół uderzeniowy w składzie „Yamato”, „Yahagi” i 8 niszczycieli, podczas operacji Ten-gō w 1945 roku. Załoga okrętu nadała meldunek do adm. Mitschera, który wydał swoim 16 lotniskowcom rozkaz zaatakowania zespołu japońskiego. W ataku wzięło udział ok. 300 samolotów. Jak inne jednostki swojego typu, Threadfin został zaprojektowany w konstrukcji częściowo dwukadłubowej, otrzymał kadłub sztywny ze stali o zwiększonej ciągliwości i wytrzymałości celem zwiększenia testowej głębokości zanurzenia do 400 stóp (122 metry). Uzbrojony był w 24 torpedy Mark XIV wystrzeliwane z sześciu wyrzutni torpedowych na dziobie oraz czterech wyrzutni rufowych. Układ napędowy tych okrętów stanowiły cztery generatory elektryczne Diesla oraz cztery silniki elektryczne o mocy 2740 shp, napędzające dwa wały napędowe ze śrubami.